# 19754 Paclements
19754 Paclements (2000 CG95) là một tiểu hành tinh vành đai chính được phát hiện ngày 8 tháng 2 năm 2000 bởi nhóm nghiên cứu tiểu hành tinh gần Trái Đất phòng thí nghiệm Lincoln ở Socorro.